# Licinia de foenore
Lex Licinia de foenore va ser el nom de dues antigues lleis romanes sobre els interessos dels préstecs i la usura.
La primera està datada l'any 378 aC quan eren tribuns militars amb potestat consular Espuri Furi Medul·lí, Quint Servili, Gai Licini, Publi Celi, Marc Horaci Pulvil, i Luci Gegani Macerí. La va proposar Gai Licini Estoló, tribú de la plebs. Ordenava que una vegada deduïts els interessos pagats del capital, la resta del deute es podia abonar en tres anys una tercera part cada any. Com que també hi va participar el tribú de la plebs Luci Sexti se l'anomena Licinia Sextia de foenore. Algun erudits pensen que també establia que un dels cònsols anyals havia de ser forçosament plebeu.
La segona llei va ser aprovada a petició de Luci Licini Lucul·le procònsol d'Àsia que va taxar el tipus d'interès màxim a la província en el dotze per cent prohibint sobrepassar les antigues lleis, i prohibint als creditors rebre dels seus deutors més de la quarta part dels fruits de la quantitat deixada en préstec.